# Pseudis minuta
A Pseudis minuta a kétéltűek (Amphibia) osztályának a békák (Anura) rendjéhez, ezen belül a levelibéka-félék (Hylidae) családjához tartozó faj.

## Előfordulása
Dél-Amerikában Argentína északi és Brazília déli részén, valamint Uruguay területén honos.

## Külső hivatkozás
- Képek az interneten a fajról[halott link]